# Ganonema pallidum
Ganonema pallidum là một loài Trichoptera trong họ Calamoceratidae. Chúng phân bố ở miền Cổ bắc.